# 엘리자 슐로트
엘리자 슐로트(Elisa Schlott, 1994년 2월 7일 ~ )는 독일의 배우이다.